# Заборье (Добрянский район)
Заборье — деревня в Добрянском районе Пермского края. Входит в состав Полазненского городского поселения.

## География
Расположена примерно в 2,5 км к западу от административного центра поселения, посёлка Полазна, и примерно в 27 км к югу от райцентра, города Добрянка.

## Население
| 2010 |
| ---- |
| 25   |

## Улицы
- 1-й Светлый пер.
- 2-й Светлый пер.
- Дачный пер.
- Луговая ул.
- Полевой пер.
- Светлая ул.
- Синичкин пер.
- Хохловский тракт ул.
- Хохловский тракт.
- Центральная ул.

## Топографические карты
- Лист карты O-40-65 Пермь. Масштаб: 1 : 100 000. Издание 1979 г.